# Jarplund-Weding

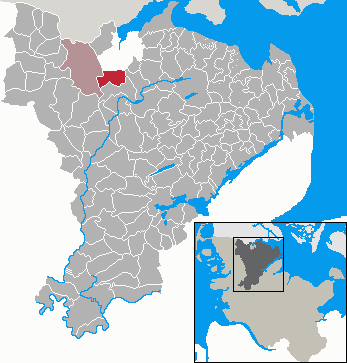
Lage der ehemaligen Gemeinde Jarplund-Weding im Kreis Schleswig-Flensburg

Jarplund-Weding (dänisch: Jaruplund-Vedding) war eine Gemeinde südlich von Flensburg im Norden Schleswig-Holsteins und ist seit dem 1. März 2008 Teil der amtsfreien Gemeinde Handewitt. In Jarplund-Weding lebten 2006 etwa 4300 Menschen auf einer Gemeindefläche von 13,22 km². Der westliche Ortsteil Weding ist inzwischen mit Flensburg-Weiche zusammengewachsen. Jarplund wird durch den Straßenknoten Flensburg-Süd von der Stadt getrennt.
Am 1. März 2008 fusionierte die Gemeinde Jarplund-Weding mit der Nachbargemeinde Handewitt zur neuen amtsfreien Gemeinde Handewitt, gleichzeitig wurde das Amt Handewitt aufgelöst.
Im Gemeindegebiet lagen Altholzkrug, Jarplund und Weding.

## Geschichte
Am 24. März 1974 wurde die Gemeinde Jarplund-Weding durch den Zusammenschluss der bisher selbständigen Gemeinden Jarplund und Weding neu gebildet.

### Name
Der Name Jaruplund ist erstmals 1472 dokumentiert und leitet sich vermutlich von einem früheren Dorfnamen "Hjarup" ab. Der Name ist auch mehrmals im Süden Dänemarks verbreitet (vgl. Nørre und Rise Hjarup in Nordschleswig, Hjarup bei Esbjerg, sowie bei Kolding und auf Fünen) und verweist auf den Rufnamen Hior, welcher wiederum auf altn. hjǫrr für Schwert zurückgeht. Möglich ist auch eine Ableitung zu altn. jarpi (dän. hjerpe) für Haselhuhn. Hjarup bedeutet nach der ersten Deutung somit "Thorp des Hjor (Genitiv: Hjara)". Thorp bezeichnet auf Altdänisch einen Aussiedlerhof. Davon entstanden in der Wikingerzeit in Dänemark tausende, zu erkennen an den Ortsendungen -strup, -trup, -drup, -derup oder -rup. Oft bekamen diese Aussiedlerhöfe die Namen der besitzer. So wurde z. B. aus Frøthorp (Thorp des Frøi) später Frørup. Im Falle Jarplunds und auch Frörups ist wahrscheinlich Oeversee das alte Mutterdorf. Der Wortzusatz "lund" heißt so viel wie kleiner Wald, Hain, Gehölz. Weding leitet sich wahrscheinlich aus dem Altdänischen "wad" (für Feucht) ab und der Nachsilbe "ing", die eine Zugehörigkeit besagt (z. B. werden Bewohner der Nordseeinsel Föhr Föhringer genannt). Wedinger sind also Leute die am Wasser, oder eher am Moor wohnen.

### Einwohnerentwicklung
| Jarplund | Jarplund  | Weding | Weding    | Jarplund-Weding | Jarplund-Weding |
| Jahr     | Einwohner | Jahr   | Einwohner | Jahr            | Einwohner       |
| 1867     | 261       | 1867   | 175       |                 |                 |
| 1871     | 243       | 1871   | 176       |                 |                 |
| 1875     | 281       | 1875   | 170       |                 |                 |
| 1880     | 320       | 1880   | 216       |                 |                 |
| 1885     | 314       | 1885   | 198       |                 |                 |
| 1890     | 324       | 1890   | 232       |                 |                 |
| 1895     | 288       | 1895   | 245       |                 |                 |
| 1900     | 297       | 1900   | 254       |                 |                 |
| 1905     | 313       | 1905   | 255       |                 |                 |
| 1910     | 338       | 1910   | 342       |                 |                 |
| 1919     | 350       | 1919   | 301       |                 |                 |
| 1925     | 390       | 1925   | 409       |                 |                 |
| 1933     | 425       | 1933   | 381       |                 |                 |
| 1939     | 408       | 1939   | 385       |                 |                 |
| 1946     | 758       | 1946   | 818       |                 |                 |
| 1950     | 774       | 1950   | 831       |                 |                 |
| 1956     | 621       | 1956   | 894       |                 |                 |
| 1961     | 834       | 1961   | 1288      |                 |                 |
| 1970     | 1114      | 1970   | 1405      |                 |                 |
|          |           |        |           | 1987            | 2978            |

## Wappen

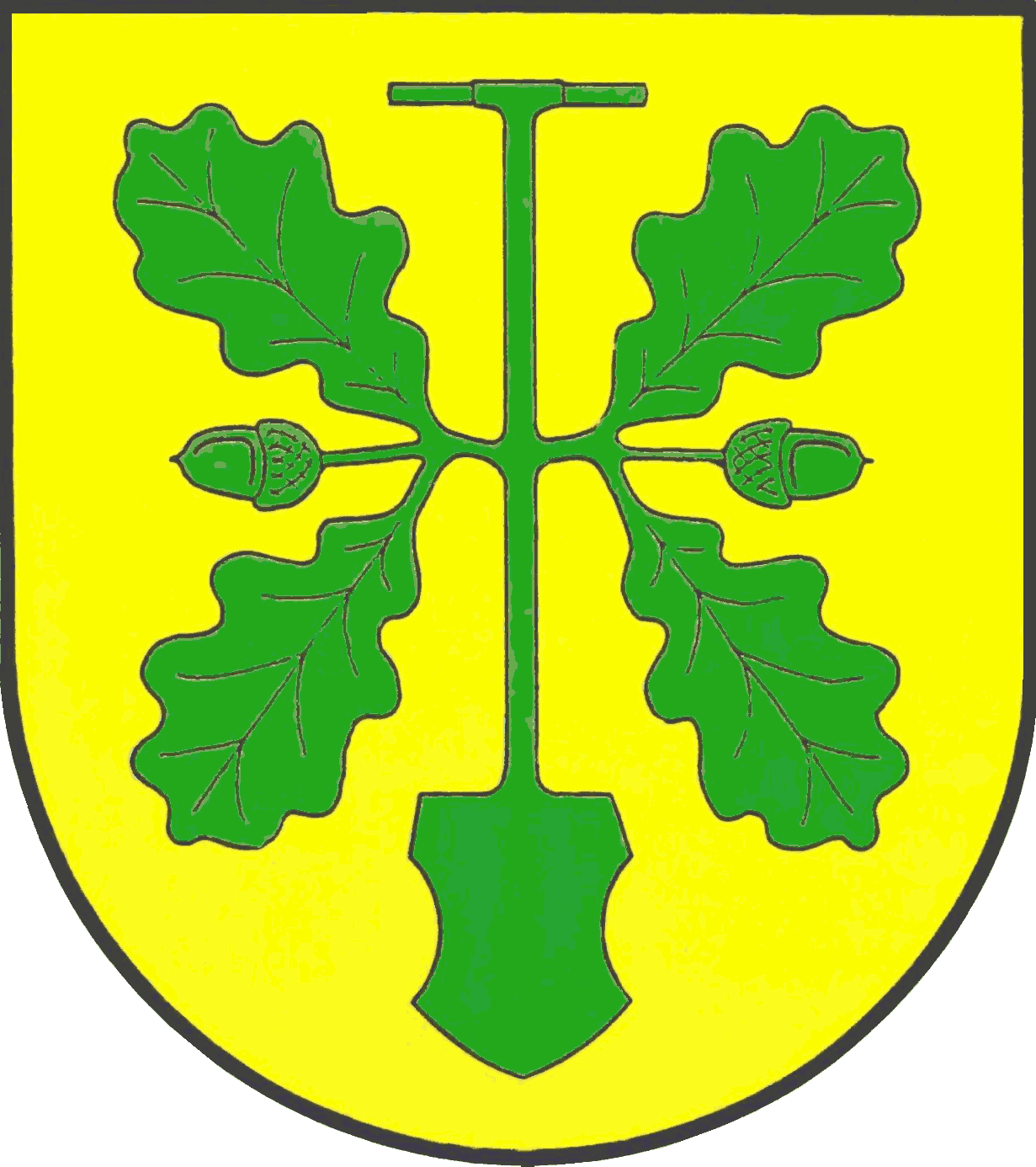
Wappen der ehemaligen Gemeinde Jarplund-Weding

Blasonierung: „In Gold ein grüner Torfspaten, aus dessen Schaftmitte beiderseits ein grüner Eichenzweig, bestehend aus jeweils einer Eichel zwischen zwei Blättern, ausschlägt.“
Der Torfspaten symbolisiert den historischen Torfabbau als wesentliche Existenzgrundlage der Ortsbewohner neben der Landwirtschaft. Zugleich gibt er einen Hinweis auf die Bedeutung des Ortsnamens Weding. Die Eichenzweige verweisen auf den Ortsnamen Jarplund und versinnbildlichen gleichzeitig die beiden Ortsteile.

## Sport
Im Ort gibt es mehrere Sportvereine, der bedeutendste ist der TSV Jarplund-Weding, der aus den Vereinen TSV Jarplund und SV Weding hervorgegangen ist. Zu den größten sportlichen Erfolgen gehören – neben einer Bundesliga-Mannschaft im Damen-Handball in den 1980er Jahren – der Gewinn dreier deutschen Meisterschaften (1975 der Vorgängerverein SV Weding in der männlichen Jugend A sowie 2009 und 2010 jeweils im Rahmen der Spielgemeinschaft SG Oeversee-Jarplund-Weding in der weiblichen Jugend A) und einer deutschen Vize-Meisterschaft 1983 in der männlichen Jugend C.
Die DLRG Jarplund-Weding e. V. gehört mittlerweile mit über 800 Mitgliedern zu einer der zehn größten Ortsgruppen im DLRG Landesverband Schleswig-Holstein. Gemäß dem Motto „Vom Nichtschwimmer zum Schwimmer und vom Schwimmer zum Rettungsschwimmer“ werden in der Schwimmhalle Jarplund wöchentlich über 500 Mitglieder in 28 Übungsgruppen im Schwimmen und Rettungsschwimmen ausgebildet.

## Wirtschaft und Infrastruktur
Im ehemaligen Gemeindegebiet existieren ausgedehnte Gewerbegebiete, im Ort ist die Deutschlandzentrale von Dänisches Bettenlager ansässig.

## Schulen
Das Gemeindegebiet verfügte über eine Grundschule im Ortsteil Weding, eine Grundschule im Ortsteil Jarplund und eine Dänische Schule. Die beiden deutschen Grundschulen gehören zur Handewitter Siegfried-Lenz-Schule. Weiterführende Schulen (Realschule, Gymnasium) befinden sich im wenige Kilometer entfernten Flensburg und in Handewitt. Im Ortsteil Jarplund ist die dänische Akademie Jaruplund Højskole angesiedelt.